# Adolphe III de Holstein
Pour les articles homonymes, voir Adolphe III.
Adolphe III de Holstein (né vers 1158/1160  – 3 janvier 1225 inhumé à Loccum) est comte de Schauenburg/Schaumbourg et de Holstein de 1164 à sa mort.

## Biographie
Adolphe III succède à son père Adolphe II mort en 1164 sous la régence de sa mère Mathilde de Schwarzburg, fille de Sizzo [II] comte de Schwarzbourg.   
Adolphe III est initialement un partisan d'Henri le Lion qu'il accompagne lors de son  expédition contre Philippe von Heinsberg, l'archevêque de  Cologne, il combat lors de la Bataille de Halerfeld le 1er août 1180 aux côtés du comte Bernard Ier de Ratzeburg, c'est alors qu'il reçoit d'Henri le Lion les droits dans la région de la moyenne Weser qui lui permettront d'établir son comté de Schaumbourg.
Cependant lors du conflit final entre Frédéric Barberousse et Henri le Lion il se range délibérément aux côtés de l'empereur qui lui permet de conserver son comté de Holstein si bien qu'après la défaite du duc de Saxe, il devient quasiment un vassal immédiat de l'Empire. En 1188 Frédéric repousse les prétentions d'Adolphe III sur Lübeck qui l'accompagne toutefois lors de la Troisième croisade. En aout 1190 il atteint Tyr en Palestine, où il abandonne l'armée des croisés et revient au Holstein défendre ses
domaines contre un retour d'Henri le Lion qui est ensuite définitivement exilé.
Adolphe III doit ensuite faire face à l'expansion du royaume de Danemark sur la côte de la mer Baltique, 
menée d'abord par le roi Knut VI de Danemark qu'il réussit à contenir en 1199 à Hambourg puis par son frère Valdemar II qui fait la conquête du Holstein et de Lübeck. Adolphe III est battu et fait prisonnier lors de la bataille de Stellau en 1201. En captivité pour sa libération il doit renoncer en 1203 à l'ensemble de ses domaines au-delà de l'Elbe. Il se retire alors dans son comté de Schaumbourg.   
le comte Adolphe III épouse en premières noces en 1182, Adélaïde de Assel (morte le 25 décembre 1185) et ensuite  Adélaïde de Querfurt qui lui donne  cinq enfants:
- Adolphe IV
- Conrad
- Bruno de Schaumbourg, évêque d'Olomouc
- Mathilde
- Margueritte

## Sources
- Charles Higounet Les Allemands en Europe centrale et orientale au Moyen Âge Aubier  Paris (1989)  (ISBN 270072223X).
- Anthony Marinus Hendrik Johan Stokvis, Manuel d'histoire, de généalogie et de chronologie de tous les états du globe, depuis les temps les plus reculés jusqu'à nos jours, préf. H. F. Wijnman. Réédition  Israël, 1966, Chapitre VIII. « Généalogie des comtes et ducs de Holstein, I ». Tableau généalogique no 45 p. 119.
- (de) Karl Jansen (de), « Adolf III., Graf von Holstein », dans Allgemeine Deutsche Biographie (ADB), vol. 1, Leipzig, Duncker & Humblot, 1875, p. 107-108
- (de) Heinz Maybaum, « Adolf III., Graf von Holstein », dans Neue Deutsche Biographie (NDB), vol. 1, Berlin, Duncker & Humblot, 1953, p. 78 (original numérisé).
- Detlev von Liliencron: Die Schlacht bei Stellau 1201. https://www.projekt-gutenberg.org/liliencr/stellau/Kapitel1.html am 24. Juli 2006